# Metso
Metso – fińskie przedsiębiorstwo, które powstało w 1999 roku z połączenia przedsiębiorstw Valmet i Rauma i ma swoją siedzibę w Helsinkach. Metso jest globalnym dostawcą w branży maszyn i automatyki przemysłowej. Działa w poniższych obszarach biznesowych: kopalnie i konstrukcje, energia, automatyka, recycling, przemysł drzewny i papierniczy.

## Metso Paper w branży produkcji
Jest globalnym dostawcą celulozy, papieru i linii produkcyjnych dla papierni (1500 maszyn i linii produkcyjnych dla klientów na całym świecie). Około jednej trzeciej światowej produkcji papieru odbywa się w oparciu o systemy dostarczone przez Metso Paper i jego poprzedników (VALMET, Ahlström, Beloit, Wärtsilä, KMW, Sunds Defibrator).